# Pleymo
I Pleymo sono un gruppo musicale nu metal francese, formatosi a Parigi nel 1997. Il gruppo è inattivo dal 2007.

## Formazione

### Ultima
- Mark Maggiori (Kemar) - voce
- Erik Devilloutreys (Riko) - chitarra
- Davy Portela (Vost) - chitarra
- Benoit Juillard (B1) - basso
- Fred Ceraudo (Burns) - batteria
- Frank Bailleul (Kefran) - DJ

## Discografia

### Album in studio
- Keçkispasse (1999)
- Episode 2: Medecine Cake (2002)
- Rock (2003)
- Alphabet Prison (2006)